# Aermacchi MC-65
Aermacchi MC-65 är en motorcykelmodell från 1971 från den italienska flygplanstillverkaren Aermacchi.
Motorcykeln togs fram i ett samarbete mellan Harley-Davidson och Aermacchi.
Aermacchi MC-65 är en encylindrig 65cc motor med dellorto förgasare. MC-65 eller Shortster som den också kallas fanns i tre olika kulörer Sparkling Blue, Sprakling Red och Furious yellow. Det byggdes ca 8000 st MC-65 och kostade 295 dollar som ny.